# 黄金町駅
黄金町駅（こがねちょうえき）は、神奈川県横浜市南区白金町にある、京浜急行電鉄本線の駅である。駅番号はKK40。

## 歴史
- 1930年（昭和5年）4月1日 - 湘南電気鉄道開業にあたり、その始発駅として開業[1]。延伸開業まで横浜駅までバス代行輸送となっており、そのバスは当時としては珍しく、ワンマン運転をしていたという[2]。
- 1931年（昭和6年）12月26日 - 湘南電気鉄道が京浜電気分界点（日ノ出町駅手前0.2 km地点）まで延伸、途中駅となる[3]。同時に京浜電鉄も横浜駅から湘南電鉄分界点まで延伸[3]。両社線が繋がり直通運転を開始[1]。
- 1999年（平成11年）7月31日 - 白紙ダイヤ改正による急行廃止のため、普通のみの停車駅となる(その後急行の運転は復活するが当駅は通過)。
- 2008年（平成20年）3月22日 - 駅改修工事開始に伴い、改札口を浦賀駅寄りに移設し、エレベーター・エスカレーターの使用を開始。
- 2012年（平成24年）4月28日 - 駅改修工事の進展に伴い、従来の位置に改札口を再度移設。
- 2019年（令和元年）7月8日 - 京急グループ120周年記念事業の一環としてアニメ放送20周年を迎える『ONE PIECE』と京浜急行電鉄とのコラボが実施され、同年9月16日までの期間限定で当駅名看板に副駅名としてゴール・D・ロジャー駅が導入される[4]。

## 駅構造

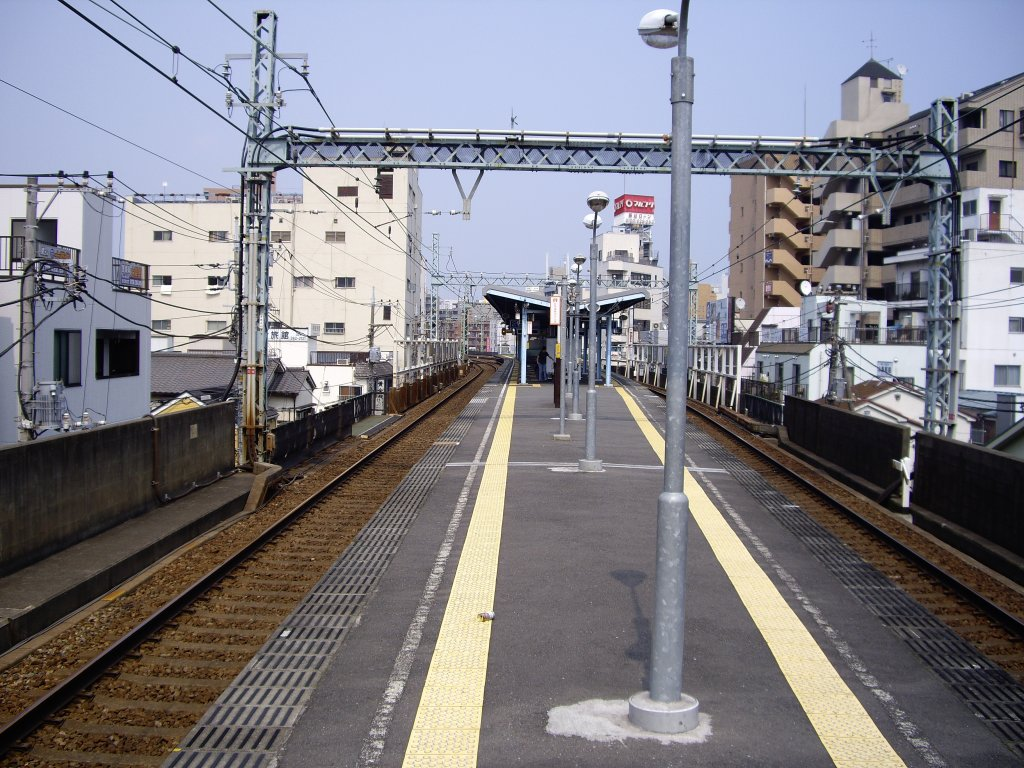
黄金町駅ホーム全景（2007年7月）

島式ホーム1面2線を有する高架駅。かつて急行停車駅だったこともあり、ホーム有効長は8両編成分である。

### のりば
| 番線 | 路線 | 方向 | 行先                 |
| ---- | ---- | ---- | -------------------- |
| 1    | 本線 | 下り | 上大岡・三浦海岸方面 |
| 2    | 本線 | 上り | 横浜・品川方面       |

## 利用状況
横浜市統計書によると2022年度の1日平均乗降人員は20,887人（乗車人員：10,585人、降車人員：10,302人）である。
2020年度の1日平均乗降人員は18,302人であり、京急線全72駅中27位。
近年の1日平均乗降人員と乗車人員の推移は下表の通り。
| 年度               | 1日平均 乗降人員 | 1日平均 乗車人員 | 出典     |
| ------------------ | ---------------- | ---------------- | -------- |
| 1980年（昭和55年） |                  | 11,414           |          |
| 1981年（昭和56年） |                  | 11,447           |          |
| 1982年（昭和57年） |                  | 11,515           |          |
| 1983年（昭和58年） |                  | 11,393           |          |
| 1984年（昭和59年） |                  | 11,110           |          |
| 1985年（昭和60年） |                  | 11,008           |          |
| 1986年（昭和61年） |                  | 11,214           |          |
| 1987年（昭和62年） |                  | 11,169           |          |
| 1988年（昭和63年） |                  | 11,381           |          |
| 1989年（平成元年） |                  | 11,488           |          |
| 1990年（平成02年） |                  | 11,597           |          |
| 1991年（平成03年） |                  | 11,339           |          |
| 1992年（平成04年） |                  | 11,230           |          |
| 1993年（平成05年） |                  | 11,140           |          |
| 1994年（平成06年） |                  | 11,101           |          |
| 1995年（平成07年） |                  | 11,196           | [ * 1 ]  |
| 1996年（平成08年） |                  | 10,940           |          |
| 1997年（平成09年） |                  | 11,026           |          |
| 1998年（平成10年） |                  | 11,134           | [ * 2 ]  |
| 1999年（平成11年） |                  | 10,928           | [ * 3 ]  |
| 2000年（平成12年） | 21,982           | 10,791           | [ * 3 ]  |
| 2001年（平成13年） | 21,988           | 10,824           | [ * 4 ]  |
| 2002年（平成14年） | 21,857           | 10,809           | [ * 5 ]  |
| 2003年（平成15年） | 22,696           | 11,167           | [ * 6 ]  |
| 2004年（平成16年） | 22,887           | 11,297           | [ * 7 ]  |
| 2005年（平成17年） | 22,687           | 11,107           | [ * 8 ]  |
| 2006年（平成18年） | 22,902           | 11,216           | [ * 9 ]  |
| 2007年（平成19年） | 23,201           | 11,449           | [ * 10 ] |
| 2008年（平成20年） | 23,009           | 11,554           | [ * 11 ] |
| 2009年（平成21年） | 23,106           | 11,606           | [ * 12 ] |
| 2010年（平成22年） | 22,955           | 11,527           | [ * 13 ] |
| 2011年（平成23年） | 22,616           | 11,346           | [ * 14 ] |
| 2012年（平成24年） | 22,551           | 11,366           | [ * 15 ] |
| 2013年（平成25年） | 22,198           | 11,195           | [ * 16 ] |
| 2014年（平成26年） | 21,926           | 11,037           | [ * 17 ] |
| 2015年（平成27年） | 22,035           | 11,070           | [ * 18 ] |
| 2016年（平成28年） | 22,246           | 11,187           | [ * 19 ] |
| 2017年（平成29年） | 22,576           | 11,352           | [ * 20 ] |
| 2018年（平成30年） | 22,958           | 11,534           | [ * 21 ] |
| 2019年（令和元年） | 22,987           | 11,524           | [ * 22 ] |
| 2020年（令和02年） | 18,302           | 9,217            |          |

## 駅周辺
隣接する日ノ出町駅との間の高架下では2018年春、京急が飲食や宿泊、水上レジャー拠点などの機能を備えた複合施設を開業した。
- 東福寺
- 横浜赤門郵便局
- 横浜中郵便局
- 横浜吉野町郵便局
- 横浜浦舟郵便局
- 大岡川
- 国道16号
- 関東学院中学校高等学校
- 関東学院小学校
- 京急キッズランド黄金町保育園
- 阪東橋駅 - 横浜市営地下鉄ブルーライン
- イセザキモール（西端）
- 南区総合庁舎
- 横浜市南区役所
- 南公会堂

## バス路線
横浜市営バス・相鉄バスにより以下の路線が運行されている。最寄りバス停は黄金町（徒歩すぐ）と初音町（黄金町よりやや北側）である。
| 乗り場 | 系統    | 経由                   | 行先                      | 事業者 | 備考         |
| 黄金町 | 黄金町  | 黄金町                 | 黄金町                    | 黄金町 | 黄金町       |
| ------ | ------- | ---------------------- | ------------------------- | ------ | ------------ |
| 1      | 68      | 久保山・洪福寺         | 横浜駅西口                | ●市営  |              |
| 1      | 102     | 久保山                 | 横浜駅前（東口）          | ●市営  |              |
| 1      | 32      | 保土ケ谷駅東口         | 保土ケ谷車庫前            | ●市営  |              |
| 1      | 旭4     | 保土ケ谷駅東口         | 美立橋                    | ●相鉄  |              |
| 1      | 浜4     | 元久保町               | 横浜駅西口                | ●相鉄  |              |
| 2      | 32      | 羽衣町                 | 港町 日本大通り駅県庁前   | ●市営  |              |
| 2      | 68 102  | 浦舟町                 | 滝頭                      | ●市営  | 深夜バスあり |
| B      | 旭4 浜4 | 羽衣町                 | 桜木町駅                  | ●相鉄  |              |
| B      | 旭4     | 南区総合庁舎前・羽衣町 | 桜木町駅                  | ●相鉄  |              |
| 初音町 |         |                        |                           |        |              |
| 1      | 156     |                        | 桜木町駅前 パシフィコ横浜 | ●市営  |              |
| 2      | 32      | 保土ケ谷駅東口         | 保土ケ谷車庫前            | ●市営  |              |
| 2      | 68      | 久保山・洪福寺         | 横浜駅西口                | ●市営  |              |
| 2      | 102     | 久保山                 | 横浜駅前（東口）          | ●市営  |              |
| 3      | 32      | 羽衣町                 | 港町 日本大通り駅県庁前   | ●市営  |              |
| 3      | 68 102  | 浦舟町                 | 滝頭                      | ●市営  | 深夜バスあり |
| 4      | 156     | 吉野町駅前             | 滝頭                      | ●市営  |              |

## その他
- 湘南電気鉄道は当初、東京横浜電鉄（現・東急東横線）との相互乗り入れも予定され、黄金町駅から今の東日本旅客鉄道桜木町駅まで線路を敷くための用地も確保され、湘南電鉄も桜木町駅経由で横浜駅までの延伸を考えていた。それは当駅から日ノ出町駅に進入する左曲線手前付近に始まり、横浜日之出町郵便局を経由し、桜木町駅手前で国道16号線に突き当たるまでの帯状の地形に面影を残す。この用地は元々、省線京浜電車線に大船駅への延伸計画があり、一部確保されていたのを転用したもので、同駅が初期に起点となっていた理由は省線の延伸計画も関係している[1]。
- 駅付近一帯は1945年の横浜大空襲で壊滅している。
- 戦後の一時期は、特殊飲食店（いわゆるちょんの間）街と麻薬売買の土地であった。詳細は黄金町を参照。
- 2017年5月10日発表の京急ニュースリリースなどで、当駅ホーム上家延伸が発表された[15][16]。

### ハイキング特急の待避
かつて、下りハイキング特急の待避が行われていた。これは下りの普通電車が当駅に到着すると、旅客扱いを行った後にスイッチバックして上り線に転線し、ハイキング特急「第二房総号」の通過を待って、再び下り線に転線するというものだった。その後、ハイキング特急が廃止されると、当駅での待避は行われなくなり、その渡り線は撤去された。尚、当時は現在と異なり隣の南太田駅は通過退避に対応していなかった。

## 隣の駅
京浜急行電鉄
 本線
■快特・■特急・■急行
通過
■普通
日ノ出町駅 (KK39) - 黄金町駅 (KK40) - 南太田駅 (KK41)